# ホノルル妙法寺
ホノルル妙法寺（ホノルルみょうほうじ、英語: Honolulu Myohoji Mission）はアメリカ合衆国ハワイ州オアフ島ホノルルヌウアヌ通りにある日蓮宗の寺院。1931年、顕本法華宗の僧侶により「ホノルル妙法寺 (Honolulu Myohoji)」として設立された。1979年に日蓮宗へと加わっている。

## 歴史
1930年12月、顕本法華宗の小林日種は、文部省の嘱託として南米に移住の日本人の一団を引率しての帰り、ホノルルに立寄り、顕本法華宗の篤信日比野夫人宅に請われ、翌年1月3日に初めて仏教講座を開き、共鳴賛同の者多数を得て、同地の長谷部宅を仮の寺とした。これがホノルル妙法寺の始まりである。
その後、現在地付近に移転しハワイ法華経寺教団として政府に登録。1936年にはミャンマー在住の信徒より小林に仏舎利が送られる。この仏舎利は、長い間所在不明であったが、2010年の開創80周年の折に、ホノルル市内の邸宅から発見され現在は本堂内に安置されている。この仏舎利の奉迎にともない、次期計画として、ホノルルに於いて仏舎利塔の建設が企画された。1939年、仏舎利塔建設予定地として、現在地の約8500坪をホノルル美術館から購入。しかしこの土地一帯は当時密林であり、開発整地のために信徒を挙げての開発が始まった。20人ないし30人、時には50人という信徒が斧で密林を開墾し、土石を取り除いて土地を整備した。敷地を縦断するヌアヌ渓流から大小の石を引き上げては、その両岸に高さ3メートルの石垣を築き上げた。信徒が築いた石垣は今も500メートルにも及んで残っている。
1941年12月7日、真珠湾攻撃が起こる。敷地整備の途中であった小林と信徒数名はアメリカ軍によって拘引され、アメリカ本土で監禁抑留される。戦時中、境内地は軍の使用地に当てられ、その軍の借地料によってホノルル美術館への土地代を完済した。
戦後まもなく抑留されていた小林と信徒はホノルルに帰り、宗教活動を再開する。1948年には小林が退山（引退）する。小林は死後、ホノルル妙法寺坂上のホノルル墓地に葬られる。小林の遷化の4月17日近くの日曜日には、師への報恩の為、毎年先師会が開かれている。その後、本山國前寺貫首歴任の疋田英政と大本山清澄寺別当歴任の中條是龍が招かれ布教される。
1953年、ハワイ法華経寺がホノルル妙法寺と改称。1954年には中條の恩徳により、日本山妙法寺・藤井日達と仏縁を結び、藤井より世界平和の架け橋としてハワイのホノルルに仏舎利を奉安するよう仏舎利領譲が伝えられた。そして同年4月8日に藤井より、インドのジャワハルラール・ネルー首相から送られた真身の御仏舎利が熊本花岡山で信徒の手に親授され、現在も本堂に奉安されている。1955年に福井県出身の川村龍宏が教団に招かれ布教を行う。1958年には池永英常が教団に招かれた。1968年5月21日、日本式仏平和舎利塔が藤井日達のもと落慶となった。1979年、旧本堂だった土地約143坪を貸し出すことを決定し、開発事業社によってコンドミニアムが建てられた。同年10月、正式にホノルル妙法寺教団は日蓮宗に加盟した。
1983年10月2日、280人収容エレベーター付きのホノルル妙法寺日本文化会館が完成する。1991年には柴又題経寺住職・望月日翔大導師のもと、開創60周年記念法要を厳修。2006年には、妙祥寺住職・遠藤文祥のもと開創75周年法要を行う。2010年には、身延山久遠寺庶務部長・神蔵義一のもと、開創80周年記念法要を行う。同年5月、本山佛現寺寄在・山村尚正が第6代住職として就任。山村はテノール歌手でもあり、ハワイ出雲大社で毎夏行われる広島を追悼する行事では、「Ave Maria」や「アメイジング・グレイス」を歌った。2013年にテイチクから発売されたCD「ラジオ体操第１　お国言葉編」では、イタリア語の歌唱を担当し、パワフルに歌い上げる様子が評価された。山村は、鎌倉時代から続く神奈川県鎌倉市の刀匠の家に生まれた。幼少期から寺と縁が深く関係で僧侶の道を志した。
2012年7月には、日蓮宗ハワイ開教110周年記念大法要の折、日蓮宗管長・内野日総の親教。2013年11月にはホノルル妙法寺日本文化会館落慶30周年法要が行われ、ヒューストン日蓮仏教会のケインバレット妙恵の基調講演が開催された。2015年1月より開創85周年記念事業として、境内地内賃貸住宅11棟の整備修繕、本堂兼仏舎利塔屋根の補修修繕が行われた。同年5月には、日蓮宗元宗務総長・伊藤通明大導師のもと、開創85周年記念大法要が行われた。2016年には、熊本地震で被災した熊本市西区の本妙寺で山村はチャリティーコンサートを開催した。2017年3月、東日本大震災から6年目となる追悼会が開催される。2019年、山村はジョージ・アリヨシのAloha Order of Meritsの授賞式で歌った。